# Can't Stop the Feeling!
Can't Stop the Feeling! è un singolo del cantautore statunitense Justin Timberlake, pubblicato il 6 maggio 2016 come unico estratto dalla colonna sonora Trolls del film d'animazione omonimo.
Sul disco compaiono dei capelli: è la "chioma" di Branch, troll doppiato da Timberlake nel film.

## Successo commerciale
In Italia è entrato nella contemporary hit radio dal 10 maggio dello stesso anno. Il brano è stato scritto e prodotto dallo stesso Justin Timberlake insieme a Max Martin e Shellback.

## Classifiche

### Classifiche settimanali
| Classifica (2016-25) | Posizione massima |
| -------------------- | ----------------- |
| Australia            | 3                 |
| Austria              | 2                 |
| Belgio (Fiandre)     | 1                 |
| Belgio (Vallonia)    | 1                 |
| Canada               | 1                 |
| Danimarca            | 2                 |
| Finlandia            | 15                |
| Francia              | 1                 |
| Germania             | 1                 |
| Irlanda              | 3                 |
| Italia               | 4                 |
| Libano               | 3                 |
| Lituania             | 90                |
| Lussemburgo          | 1                 |
| Norvegia             | 4                 |
| Nuova Zelanda        | 2                 |
| Paesi Bassi          | 2                 |
| Polonia              | 2                 |
| Portogallo           | 5                 |
| Regno Unito          | 2                 |
| Repubblica Ceca      | 1                 |
| Slovacchia           | 1                 |
| Slovenia             | 1                 |
| Spagna               | 9                 |
| Stati Uniti          | 1                 |
| Svezia               | 1                 |
| Svizzera             | 1                 |

### Classifiche di fine anno
| Classifica (2016) | Posizione |
| ----------------- | --------- |
| Islanda           | 1         |
| Classifica (2017) | Posizione |
| Brasile           | 153       |
| Classifica (2018) | Posizione |
| Islanda           | 58        |

### Classifiche di fine decennio
| Classifica (2010-19) | Posizione |
| -------------------- | --------- |
| Stati Uniti          | 82        |

## Uso nei media
- Il brano è stata usata come sigla nella prima edizione del programma televisivo Bring The Noise condotto da Alvin in onda su Italia 1.
- Il brano è stato utilizzato nell'ottava edizione del programma televisivo Ciao Darwin, in onda su Canale 5 condotto da Paolo Bonolis e Luca Laurenti come singolo degli Highlights dalla quarta puntata del programma.